# Pilar (Buenos Aires)
Pilar je město v Argentině. Je sídlem okresu Partido del Pilar v provincii Buenos Aires. Nachází se na západním okraji metropolitní oblasti a aglomerace Gran Buenos Aires, západně od vlastního Buenos Aires. Ve městě žije přibližně 81 tisíc obyvatel.
Obec Pilar byla založena v roce 1755. Roku 1820 zde byla uzavřena Pilarská smlouva, která ukončila válku, v níž bojovaly provincie Entre Ríos a Santa Fe proti provincii Buenos Aires. Tento dokument rovněž položil základy argentinskému federalismu. V roce 1864 se město Pilar stalo sídlem nově zřízeného stejnojmenného okresu. Roku 1886 sem byla dovedena železniční trať a o 10 let později dosáhl počet obyvatel města 10 000. Pilar je centrem argentinského póla (sídlí zde národní asociace), populární je rovněž golf. Koncem 20. století začala v okolí města výstavba uzavřených rezidenčních areálů.

## Galerie

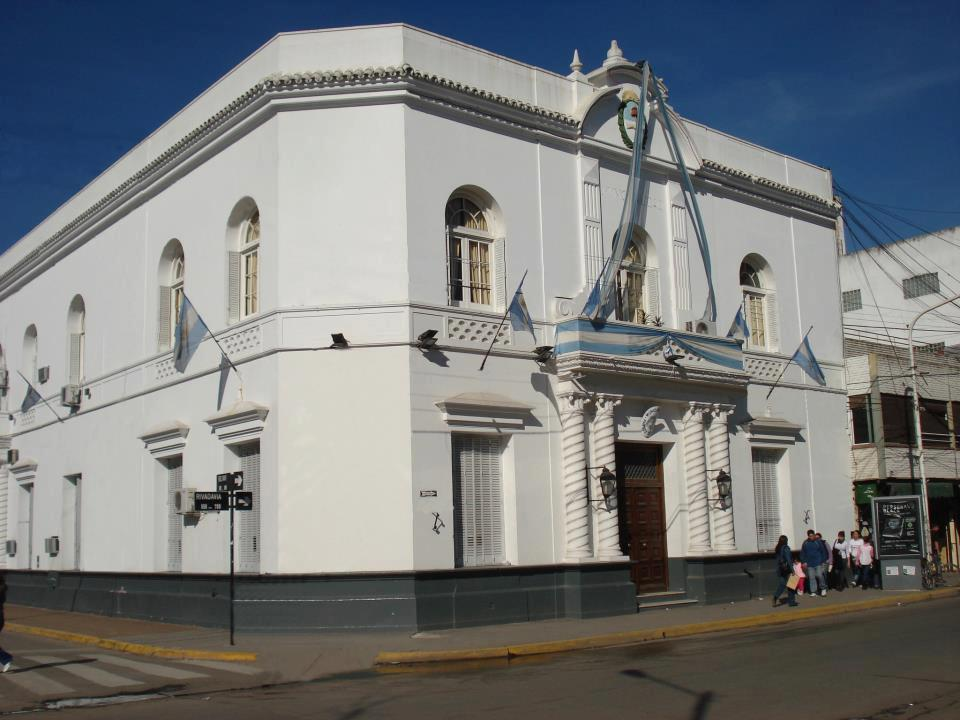
Radnice
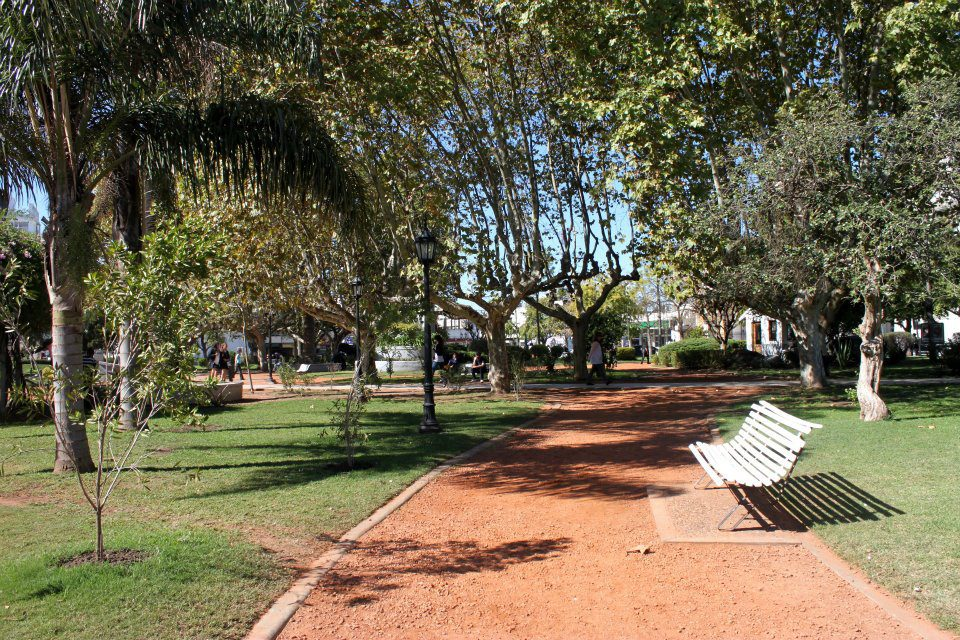
Náměstí 12. října
Evangelický sbor
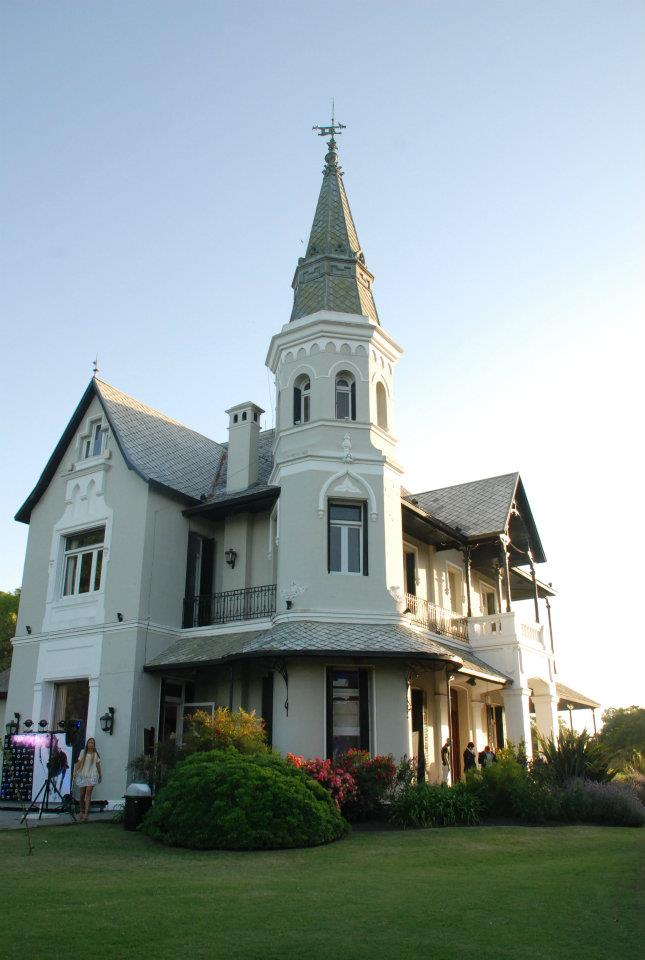
Dům Pando-Carabassů, sídlo argentinské asociace póla
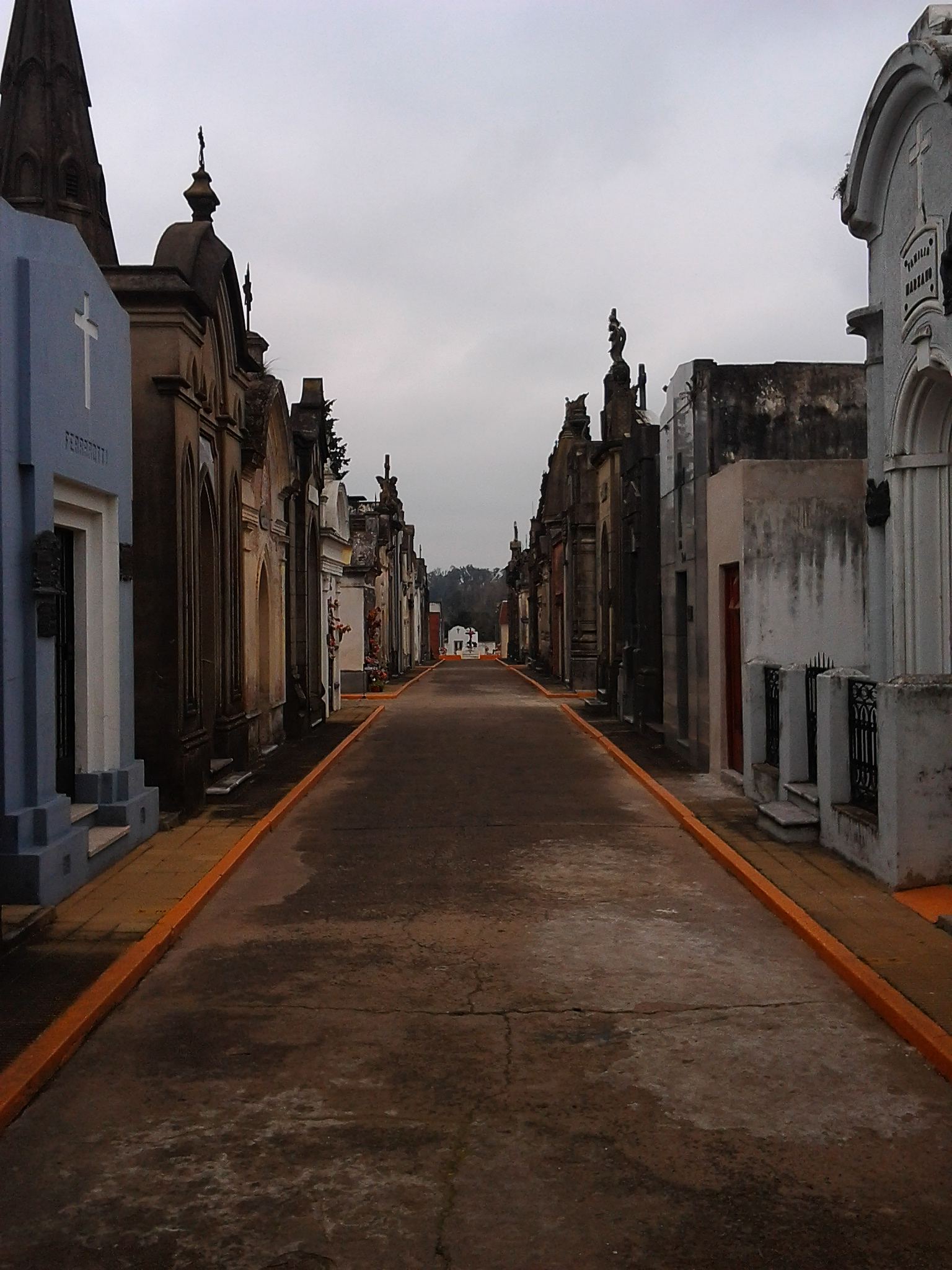
Pilarský hřbitov